# Platytrigona keyensis
Platytrigona keyensis là một loài Hymenoptera trong họ Apidae. Loài này được Friese mô tả khoa học năm 1901.